# Hans Bergrahm
Hans Axel Fredrik Bergrahm, född 18 juli 1921 i Virestad, Kronobergs län, död 25 juni 1965 i Råsunda, Stockholms län, var en svensk journalist och författare.

## Biografi
Bergrahm debuterade som författare 1947 med kortromanen Idyll med förhinder, som belönades med Svenska Dagbladets litteraturpris och beskrevs som ”en särskilt från artistisk synpunkt intressant och löftesgivande debut”.
Åren 1948–1951 var han teater- och litteraturkritiker vid Kvällsposten och från 1952 reklamchef vid Malmö stadsteater.
Han var gift 1945–1949 med Birgit Gezelius och från 1951 med danskonstnärinnan Elisabeth Haugk.

### Medverkande
- Det glada Skåne, red. (Stockholm: Wahlström & Widstrand, 1960)

## Priser och utmärkelser
- 1947 – Svenska Dagbladets litteraturpris (delat med Erik Lindegren, Otto Karl-Oskarsson och Solveig von Schoultz)
- 1954 – Boklotteriets stipendiat